# Benji Schwimmer
Benji Schwimmer er en amerikansk swingdanser som endte som vinder af So You Think You Can Dance 2006.